# Anna (Illinois)
Anna es una ciudad ubicada en el condado de Union en el estado estadounidense de Illinois. En el año 2010 tenía una población de 5.136 habitantes y una densidad poblacional de 587 personas por km².

## Geografía
Anna se encuentra ubicada en las coordenadas 37°27′40″N 89°14′40″O / 37.46111, -89.24444.

## Demografía
Según la Oficina del Censo en 2000 los ingresos medios por hogar en la localidad eran de $24,66, y los ingresos medios por familia eran $30,91. Los hombres tenían unos ingresos medios de $
$27,07 frente a los $21,31 para las mujeres. La renta per cápita para la localidad era de $16,71. Alrededor del 23,6% de la población estaban por debajo del umbral de pobreza.